# Jiří Raška
Pour les articles homonymes, voir Raška.
Jiří Raška (prononcé en tchèque : [ˈjɪr̝iː ˈraʃka]), né le 4 février 1941 à Frenštát pod Radhoštěm (Tchécoslovaquie), et mort le 20 janvier 2012 à Nový Jičín, est un sauteur à ski tchèque, représentant de la Tchécoslovaquie, devenu entraîneur.

## Biographie
Jiří Raška joui en République tchèque d'une notoriété considérable, comparable à celle d'un champion comme Jean-Claude Killy en France.
À l'occasion de ses sauts victorieux aux Jeux olympiques de Grenoble en 1968, l'auteur Ota Pavel (cs) a écrit « Ce fut un vol magnifique dans un silence infini, un vol qui dura le temps de toute une vie ».
Dès 1974, il devient entraîneur de l'équipe nationale tchécoslovaque. Il arrête sa carrière de sauteur en 1976, après avoir été battu par František Novák : en effet, il avait précédemment annoncé qu'il arrêterait sa carrière immédiatement dès qu'il serait battu par un junior. Dans les années 1990, il a également entraîné les juniors tchèques. De même, il a siégé comme responsable au sein de l'association nationale tchèque de ski.
Jiří Raška a été désigné en 2003 comme « skieur tchèque du XXe siècle ».
En octobre 2011, le président Václav Klaus le décore de la « Médaille du Mérite ».
Son petit fils Jan Mazoch est aussi un sauteur à ski olympique.

## Parcours sportif
Il est remplaçant dsns l'équipe tchécoslovaque aux Jeux olympiques d'hiver de 1964.
Jiří Raška se place 4e aux Championnats du monde d'Oslo de 1966 sur petit tremplin (K70), et également 4e sur le grand tremplin tremplin K90.
Ce résultat, ainsi que sa deuxième place au résultat final de la tournée des quatre tremplins 1968 (derrière Bjørn Wirkola), avec une victoire à Bischofshofen, lui valent d'être sélectionné dans l'équipe nationale tchécoslovaque pour les Jeux olympiques de 1968 à Grenoble. Lors du concours sur petit tremplin à Autrans, Jiří Raška ne réalise pas le plus long saut : il est devancé par Baldur Preiml, mais prend la tête grâce à son meilleur style. Son deuxième saut n'est pas non plus le plus long (8e), mais il remporte tout de même la médaille d'or. Lors du concours sur gros tremplin à Saint-Nizier-du-Moucherotte, il remporte la médaille d'argent, seulement battu par Vladimir Belooussov Ces résultats sont les meilleurs de sa carrière, et font de lui le premier Tchécoslovaque à gagner une médaille d'or à des Jeux olympiques d'hiver.
En 1969, il se place de nouveau deuxième de la tournée des quatre tremplins derrière Bjørn Wirkola. C'est aussi en 1969 qu'il devient titulaire du record du monde de saut à ski avec une longueur de 164 mètres à Planica ; il ne gardera ce record qu'un seul jour, car il a été battu d'un mètre dès le lendemain par Manfred Wolf. En 1969-1970, il est hors du podium final de la Tournée des quatre tremplins, mais gagne deux manches à Garmisch-Partenkirchen et Bischofshofen.
Lors des Championnats de saut à ski de 1970 à Vysoké Tatry, plus de 100 000 spectateurs viennent le voir sauter. Il se place 8e sur le tremplin normal, et remporte la médaille d'argent sur le gros tremplin.
En 1971, il gagne la tournée des quatre tremplins devant Ingolf Mork, sans pourtant gagner la moindre manche et en 1972 il se place troisième du tout premier championnat du monde de vol à ski à Planica, derrière Walter Steiner et Heinz Wossipiwo.
Il participe en 1972 aux Jeux olympiques à Sapporo, il se place cinquième du concours sur petit tremplin et dixième sur le grand tremplin. Il y est également porte-drapeau, comme il l'a été aux Jeux en 1968.

## Palmarès

### Jeux olympiques
| Épreuve / Édition | Grenoble 1968 | Sapporo 1972 |
| Petit tremplin    | Or            | 5e           |
| Grand tremplin    | Argent        | 10e          |

### Championnats du monde
| Épreuve / Édition | Oslo 1966 | Vysoke Tatry 1970 |
| Petit tremplin    | 4e        |                   |
| Grand tremplin    | 4e        | Argent            |

### Championnats du monde de vol à ski
| Épreuve / Édition | Planica 1972 |
| Individuel        | Bronze       |

### Tournée des quatre tremplins
- Vainqueur du classement final de l'édition 1970/1971, ainsi que deuxième en 1967/1968 et 1968/1969.
- 12 podiums lors de manches : 4 victoires, 7 deuxièmes places et 1 troisième place.